# 脂肪酸甲酯
脂肪酸甲酯（英語：fatty acid methyl ester，縮寫）是一类脂肪酸酯，由脂肪酸甲基化生成。生物柴油主要由脂肪酸甲酯組成。
在生物化學中，爲分析樣品中各種脂肪酸含量，樣品中的脂類被抽提出，通過BSTFA等甲基化試劑修飾成FAMEs，可通過氣相色譜法分離、測定含量和判斷同位素豐度等。